# Esther García Rodríguez
Esther García Rodríguez (Cedillo de la Torre, Segòvia, 1956) és una productora cinematogràfica i directora de producció espanyola, considerada una de les dones més destacades del cinema espanyol. Des de 1986 treballa amb Pedro Almodovar i és directora de producció a El Deseo. També ha destacat pel desenvolupament d'un model de producció associat a la independència autoral i pel seu impuls de nous valors en la direcció cinematogràfica. Ha produït 90 pel·lícules i nombroses sèries de televisió. Ha estat premiada amb 6 premis Goya per treballs com 'Acción mutante', 'Todo sobre mi madre', 'La vida secreta de les paraules' o 'Relatos salvajes' i amb el Premio Nacional de Cinematografía 2018.

## Trajectòria
Va començar en el departament de producció com a secretària amb la pel·lícula Pim, pam, pum… fuego (1975) de Pedro Olea. La seva primera pel·lícula com a directora de producció va ser el 1976 amb Curro Jiménez en una època en la qual les dones entraven al cinema només en els departaments de maquillatge, vestuari o secretaria. Posteriorment va començar a treballar amb diverses productores com a auxiliar de producció, ajudant de producció i cap de producció, amb directors com Fernando Trueba, Mariano Ozores, Gonzalo Suárez, Emilio Martínez Lázaro o Fernando Colomo.
En la dècada dels 70 i 80 és productora de pel·lícules com Los bingueros (Mariano Ozores, 1979), Sé infiel y no mires con quién (Fernando Trueba, 1985), El año de las luces (Fernando Trueba, 1986), La vida alegre (Fernando Colomo, 1987), El pecador impecable (Augusto M. Torres, 1987) o la sèrie televisiva Los pazos de Ulloa.
Des de 1986, amb Matador, treballa al costat de Pedro Almodóvar, i, des de 1987 amb La ley del deseo i les primeres passes de la productora El Deseo, assumeix el càrrec de directora de producció. A més de totes les pel·lícules d'Almodóvar també ha estat directora de producció d' El espinazo del diablo (2001), de Guillermo del Toro; Acción mutante (1993), d'Álex de la Iglesia; La fiebre del loco (2001), d'Andrés Wood, Eyengui, El dios del sueño (2003), de José Manual Novoa o sèries com Los sin tierra, de Miguel Barros.
Ha destacat també pel suport a nous realitzadors i realitzadores com Mónica Laguna (Tengo una casa), Daniel Calparsoro (Pasajes), Félix Sabroso i Dunia Ayuso (Descongélate i prèviament a la sèrie televisiva Mujeres), Belén Macías (El patio de mi cárcel), Lucrecia Martel (La mujer rubia, La niña santa i Zama) o Julia Solomonoff (El último verano de la Boyita).
Ha realitzat cameos com a actriu en Hable con ella (2002), on feia d'oficial de presons, a La piel que habito (2011), com a presentadora o com controladora aèria a Los amantes pasajeros (2013).
Compromesa amb la igualtat Esther García és membre de la Associació de Dones Cineastes (CIM) i impulsora, al costat d'altres 80 realitzadores espanyoles d' El tren de la libertad, un documental col·lectiu sobre la marxa en la qual van participar milers de persones en defensa de la llei vigent d'avortament i els drets de la dona. Esther García afirma que a penes el 8% de les pel·lícules que es produeixen a Espanya són dirigides per dones i "encara continua havent-hi poques dones en els llocs clau: guió, direcció, producció, fotografia, muntatge, composició musical".
En 2018 va ser reconeguda amb el Premi Nacional de Cinematografia. Va recollir el guardó el dissabte 22 de setembre en el festival de Sant Sebastià. El jurat va indicar en la seva fallada que “Esther García compta amb una trajectòria de més de 30 anys en àmbit nacional i internacional. Ha desenvolupat un model de producció associat a la independència autoral i és molt activa en l'impuls de nous directors. Igualment ha destacat en coproduccions, especialment amb Llatinoamèrica".

## Premios i reconeixements

### Premis Goya
- Acción mutante d'Álex de la Iglesia (1992), a la millor direcció de producció
- Todo sobre mi madre de Pedro Almodóvar (1999), millor direcció de producció
- La vida secreta de les paraules d'Isabel Coixet (2005) millor direcció de producció
- Volver de Pedro Almodóvar (2007), productora
- La vida secreta de les paraules d'Isabel Coixet (2005), productora
- Relatos salvajes (2014), de Damian Szifrón,

### Premis a la seva trajectòria
Al setembre de 2018 va ser distingida amb el Premio Nacional de Cinematografía per la seva trajectòria de més de 30 anys en l'àmbit nacional i internacional, convertint-se en la primera dona productora que obté el guardó.